# Coccodrillo (giornalismo)
Il coccodrillo, nel giornalismo, indica un articolo commemorativo, già confezionato, sulla vita di un personaggio noto, al fine di pubblicarlo appena giunta la notizia della sua morte. I tempi dell'informazione sono infatti strettissimi ed incompatibili con la preparazione di articoli in tempo reale, che spesso richiedono ricerche di documenti d'archivio, ed il timore di "bucare" la notizia a favore della concorrenza ha da tempo immemorabile spinto le redazioni giornalistiche e radiotelevisive a creare archivi di necrologi, continuamente aggiornati, riguardanti tutti i personaggi famosi ed in quanto tali capaci di catalizzare, al momento della loro morte, l'attenzione e l'interesse dell'opinione pubblica.
Il coccodrillo dovrebbe non essere un mero elenco di date ed avvenimenti importanti nella vita del personaggio, ma dovrebbe essere arricchito di citazioni e dichiarazioni, facendo trasparire le qualità, positive o negative, e l'importanza del defunto.
Il termine probabilmente deriva dal detto "versare lacrime di coccodrillo", visto che l'articolo o il servizio radiotelevisivo, che appare sentito e sincero nel suo cordoglio, è stato in realtà freddamente preparato in anticipo in attesa della morte del personaggio.
Nella storia del giornalismo si ricordano anche casi di coccodrilli pubblicati sebbene il personaggio in questione fosse ancora vivo, come ad esempio nel 1988 quando Le Monde diede la falsa notizia del suicidio di Monica Vitti.